# الرجالة في خطر (فلم)
الرجالة في خطر فيلم مصري كوميدي من إنتاج عام 1993 للمخرج نجدي حافظ من بطوله سمير غانم ويونس شلبي ودلال عبد العزيز وهاله صدقي.

## الممثلين
- سمير غانم بدور (مراد)
- يونس شلبي بدور (شريف)
- دلال عبد العزيز بدور (شرين)
- هاله صدقي بدور (مشيره)
- فؤاد خليل
- أنجيل أرام
- الطفل محمد عثمان

## قصه الفيلم
تدور القصة حول الصديقان مراد (سمير غانم) وشريف (يونس شلبي) ومحاولاتهما في تكوين شراكه وصفقات في التصدير والإستيراد إلا انهما يفشلان في ذلك فتغضب زوجاتهما شرين زوجه مراد (دلال عبد العزيز) وابنه خالتها مشيره زوجه شريف (هالة صدقي) بعد إعلانهم الإفلاس، فيتولان مسك زمام الأمور وإجبارهم على القيام بتبادل الأدوار وإجراء وإجباتهم المنزليه فيحققان مكاسب وتقدم في مجال التجارة في إطار كوميدي مضحك.

## وصلات خارجية
- مقالات تستعمل روابط فنية بلا صلة مع ويكي بيانات
- الرجالة في خطر على الدهليز